# Aquatic Microbial Ecology
Aquatic Microbial Ecology é um jornal científico mensal revisado por pares que cobre todos os aspectos da dinâmica microbiana aquática, em particular vírus, procariotas e eucariotas em habitats marinhos, limnéticos e salobres. O jornal foi originalmente estabelecido como Marine Microbial Food Webs por P. Bougis e F. Rassoulzadegan em 1985, e adquiriu seu nome atual em 1995. A revista é publicada atualmente pela Inter Research .